# 라둘푸스 1세

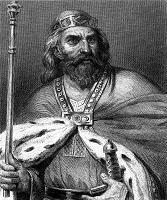
라울

라울(Raoul, Raoul, 880년/890년경 - 936년 1월 14일 또는 1월 15일 죽음) 또는 루돌프(Rudolph)는 프랑크 왕국의 귀족이자 부르고뉴의 공작으로 923년부터 프랑스 왕이었다. 그는 로베르 1세의 사위였다. 평생 왕위를 놓고 투쟁했으며 죽기 직전 왕위를 확립했다. 라둘프(Radulf) 또는 랄프(Ralph)로도 부른다. 프로방스의 보소의 조카손자였다. 또한 라울의 외삼촌은 같은 라울 또는 루돌프라는 이름을 쓰던 상부르고뉴의 왕 루돌프 1세였다. 독일어나 영어로는 모두 루돌프라 호칭되기에 라울은 간혹 자신과 같은 이름의 외삼촌과 헷갈리기도 했다.
즉위 후 로트링겐(후일의 로렌)을 찾기 위해 독일의 하인리히 1세와 분쟁하였다. 그러나 925년 독일의 하인리히 1세에게 패함으로써 로트링겐 지방의 영유권을 영원히 상실하였다. 외조부의 외가 쪽으로 벨프 왕가의 시조이자 루트비히 경건왕의 후처인 바이에른의 유디트와 독일인 루트비히의 정비 바이에른의 엠므의 아버지인 구엘프 1세의 외후손이 된다.

## 생애

### 가계와 초기 활동

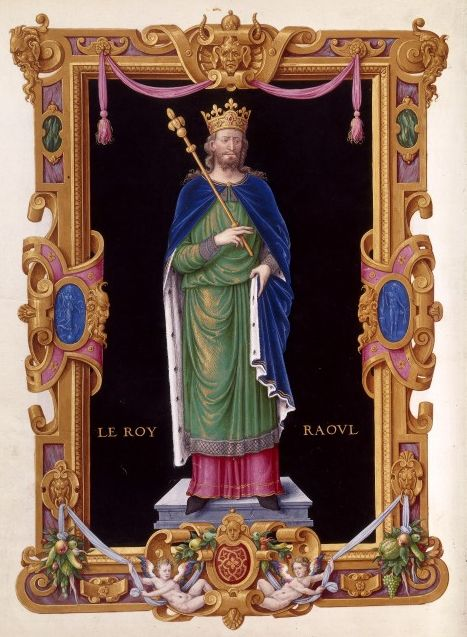
라울

라울은 고르즈의 비빈(Bivin of Gorze)의 손자로, 아버지 리처드 정의공은 부르고뉴의 공작이었다. 또한 그의 백부는 프로방스의 보소로 이탈리아의 루트비히 2세의 사위였으며, 고모 리첼다는 서프랑크의 초대 군주인 대머리왕 카를 2세의 후처였다. 어머니 욱소르의 아델라이드는 트란스제인과 부르고뉴의 공작이자 욱소르의 백작인 욱소르의 콘라트 2세의 딸이다.
외할아버지 욱소르의 콘라트 2세의 조부는 구엘프 1세로 루트비히 경건왕의 후처인 바이에른의 유디트와 독일인 루트비히의 정비 바이에른의 엠므의 친정아버지였다. 따라서 서프랑크 왕국의 초대 군주 대머리 카를 2세, 동프랑크의 카를만, 청년 루트비히, 뚱보왕 카를 3세는 모두 그의 외할아버지 욱소르의 콘라트 2세와 고종사촌-외사촌간이 된다. 구엘프 1세의 아들들 중 욱소르의 콘라트 1세는 생제르맹과 세르의 평신도 수도원장이자 욱소르 백작에 임명되었고, 욱소르의 콘라트 2세의 아버지이자 라울의 외증조부가 되었다.
또한 외할아버지 욱소르의 콘라트 2세의 어머니인 투르의 아델라이드는 오를레앙 백작 투르의 위그의 딸이다. 투르의 위그는 중프랑크의 로타르 1세의 딸 투르의 이르멘가르트의 친정아버지이다.
921년부터는 뫼우 백작이었는데, 936년 지위를 부르군드 출신 위그에게 양도한다.
라울은 아버지 리처드 정의공로부터 부르고뉴의 공작의 지위를 물려받았고 파리 백작 로베르 1세의 딸 엠마와 결혼하였다. 프로방스의 보소의 조카손자였던 그는 922년 장인과 함께 프랑스의 샤를 3세에 대항하는 반란을 일으켜 샤를 3세 단순왕을 왕위에서 쫓아내고 로베르 1세가 왕위에 올랐다. 그러나 이듬해 6월 15일 수아송 근처에서 벌어진 전투에서 로베르가 죽자 네우스트리아의 귀족들에 의해 서프랑크의 왕으로 정해졌다.
로베르 1세의 아들이자 그의 처남 위그 르 그랑은 왕위를 계승하라는 서프랑크 귀족들의 제의를 물리치고, 대신 자신의 매부인 부르고뉴의 라울을 새 왕으로 추천했다. 귀족들은 독일 혈통만 아니면 된다고 보고 이를 받아들였다.

### 서프랑크의 국왕

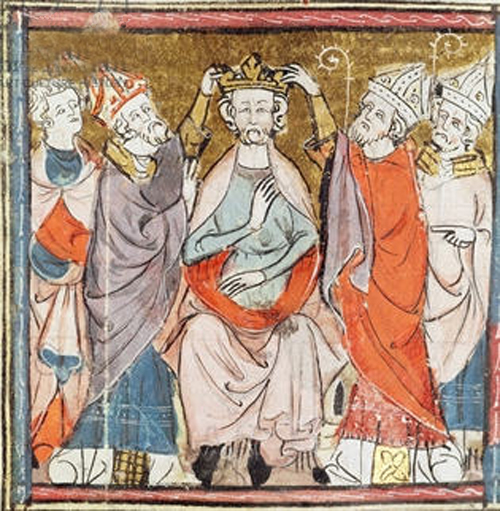

923년 7월 13일 상스의 대주교 발터에 의해 수아송 생메다드 수도원에서 서프랑크 왕국의 왕관을 수여받았다. 라울은 왕위에 오르자 자신의 동생 위그에게 부르고뉴 공작위를 물려주었다. 당시 단순왕 샤를은 아직 죽지 않고 계속 자신의 왕위를 주장했는데, 라울의 동서인 베르망두아의 헤르베르트 2세는 계략을 써서 샤를을 만나 그를 안전한 곳으로 피신시키겠다고 한 뒤, 감금시켜버렸다.
그러나 국왕 선거에 대한 내용을 접하지 못한 프랑스 남부의 귀족들은 샤를 3세 단순왕의 복위를 요구하며, 라울의 서프랑크 왕 선출에 이의를 제기했다. 아키텐공작 기욤 2세는 라울에 반기를 들고, 왕위를 요구하였는데 기욤 2세의 외할아버지 베르나르 플랑타뷜리는 메로빙거 왕조의 혈통이었고, 외할아버지 베르나르 플랑타뷜리의 할머니는 카를 마르텔의 딸 알다(Alda)였다. 이때 마자르족도 국경을 넘어 상파뉴 일대까지 쳐들어와 약탈을 감행했다. 라울은 먼저 마자르 족 군사들을 국경 밖으로 몰아냈다.
라울은 왕위에 오르자 마자 로타링기아를 병합하려는 독일 왕 하인리히 1세와 맞써 싸웠고, 평화협상을 맺는 데 성공했다. 그러나 하인리히는 925년 다시 라울의 서프랑크 군을 공격하여 결국 로타링기아는 완전히 독일의 영토로 편입되었다.
924년 초 라울은 루아르강으로 군사를 이끌고 가 베리(Berry)와 마콘(Macon), 부르제(Bourges)를 공략한 뒤 아키텐 공 기욤 2세를 설득, 다시는 왕위 요구를 하지 않겠다는 약속을 받아내고 베리, 마콘 등을 되돌려 주었다.
당시 왕국은 마자르족 외에도 바이킹족의 새로운 침공이 있었는데, 924년 침략때까지만 해도 라울은 처음에는 별다른 대응을 하지 않다가 바이킹족이 왕위를 위협하자 부르고뉴에서 거병하였다. 또한 라울은 노르만족과 마자르족의 침입을 막아야 했다. 한편 라울은 프로방스의 군주인 맹인왕 루트비히 3세에게 사람을 보내, 이주해온 마자르 족 등을 처리하라고 계속 강요했다.

### 베르망두아 백작 헤르베르트와의 갈등
헤르베르트 2세는 자신이 샤를 3세를 사로잡아서 데리고 있는 것을 근거로, 외조카사위이자 동서인 라울에게 이런 저런 이권을 요구하였다. 헤르베르트는 샤를을 라울과의 협상 수단으로 이용했다. 라울은 비록 죄수복을 입은 포로의 신분이었지만 샤를 3세 생쁠을 만나자 그에게 칼을 바치며 군주로 예우하였다. 한편 군주를 납치하고 감금하면서 이런저런 이권을 요구하는 헤르베르트 2세에게 염증을 느낀 라울은 그를 의도적으로 멀리하였다.
925년 해안가로 침입한 노르만족이 루아르강변을 거쳐 부르군트(현, 부르고뉴)까지 올라오자 직접 군사를 이끌고 노르만을 격파, 국경 밖으로 쫓아냈다.
926년 레온의 백작 로저 1세(Roger I de Laon)가 사망하자 헤르베르트 2세가 레온백작직을 자신의 아들 외드에게 줄 것을 요구했지만 라울은 이를 거절, 반대했다. 헤르베르트 2세는 감금된 샤를 3세 생쁠을 위협하면서 라울에게 레온을 요구하였고, 레온 시내를 점령했지만 라울은 거절했다. 927년까지 레온 백작직을 요구하는 헤르베르트 2세의 요구를 거절하며 갈등하였다.
927년 베르망두아 백작 헤르베르트 2세가 생 캉탱에, 929년에는 페로네에 요새를 건설하자, 라울은 그를 경계하였다. 928년 헤르베르트가 아미앵에 성곽을 수축하자, 931년 아미앵을 압수했다. 그러나 헤르베르트 2세는 아미앵을 포기하지 않았고 나중에 그의 아들 위그가 잠시 아미앵 백작직을 얻게 된다. 927년 헤르베르트가 라울을 상대로 반란을 일으켰다. 927년 헤르베르트 2세가 라울에게 자신이 샤를 3세 생쁠를 데리고 있는 것을 들어, 레온 지역을 요구했지만 라울은 이를 거절했다. 헤르베르트는 노르망디 공작 윌리엄 1세의 힘을 빌어 라울 왕에게 다시 레온을 요구하여 929년에 확보한다.
928년에는 매제인 베르망두아 백작 헤르베르트 2세에게 랑을 양도해야 했는데 카롤링거 왕조 출신인 에르베르는 처음에는 라울을 지지하는 귀족이었지만 단순왕 샤를을 자신의 수중에 두고 그를 이용해 라울을 협박했다. 그러나 929년 단순왕 샤를이 죽고 헤르베르트 2세에게 라울을 반대할 도구가 없어지자 라울은 반격에 나섰고 여러 귀족의 도움을 얻을 수 있었다.

### 생애 후반
930년 노르만족은 맹인왕 루트비히 3세와 라울을 위협했다. 마자르 족은 이때 랭스 주변을 침공했지만 935년에 가서야 라울은 친히 군사를 이끌고 마자르 족을 격퇴하였다. 이후 그의 죽음까지 1년여 정도, 서프랑크 왕국은 마자르 족과 노르만 족의 침입 없는 평화를 구가하였다.
931년 네우스트리아 후작 위그 르 그랑의 도움을 얻어 베르망두아 백작 헤르베르트 2세를 공격, 랭스까지 진격하였으며 이때 헤르베르트에게 양도했던 영지들을 모두 몰수하였다. 
서프랑크의 로베르투스 1세의 딸 엠므에게서 루이 라는 아들과, 유디트라는 딸이 있었으나 이들의 행방은 미상이다.
만년에 라울은 피부병에 오래 시달렸다. 933년과 934년에 걸쳐 그는 헤르베르트 2세의 세력을 꺾기 위해 랭스로 쳐들어가 헤르베르트 2세가 단순왕 샤를 르 생쁠을 감금했던 요새를 불태우고 935년 헤르베르트 2세의 항복을 받아내었다. 라울은 얼마되지 않아 다시 헤르베르트를 공격하려고 군사를 일으켜 샤토 티에리 성을 점령했다. 그러나 이듬해 1월, 라울은 갑자기 다른 병에 걸렸고 1월 14일 또는 1월 15일에 곧 죽고 말았다. 이에 한때 그가 카롤링거 왕가 지지파에 의해 독살되었다는 소문이 돌기도 했다.

## 가족 관계
외가 쪽으로는 경건왕 루트비히의 후처 유디트 폰 바이에른, 독일인 루트비히의 처 바이에른의 엠므의 친정오라비인 오세르의 콘라트 1세의 외증손이 된다.
- 할아버지 : 비빈 고르즈(Bivin of Gorze)
  - 숙부 : 보소 5세, 프로방스 지역에서 자립
- 아버지 : 리샤르 정의공(Richard the Justiciar), 오툉 공작
- 어머니 : 오세르의 아델라이드(Adelaide of Auxerre), 트란스유렌시스 부르군드의 공작 콘라트 2세의 딸, 오세르의 콘라트 1세의 손녀
- 부인 : 서프랑크의 엠마(Emma of Franks, 935년 사망), 서프랑크의 로베르투스 1세의 딸
  - 아들 : 루이(Louis)
  - 딸 : 유디트(Judith)
- 장인 : 서프랑크의 로베르투스 1세
- 장모 : 베아트릭스 드 베르망두아, 베르망두아백작 헤르베르트 1세의 딸

## 같이 보기
- 로트링겐
- 샤를 3세
- 헤르베르트 1세
- 헤르베르트 2세

| 전임 로베르 1세 | 서 프랑크의 왕 923년 - 936년 | 후임 루이 4세 |